# Suka Jaya (Simeulue Timur)
Suka Jaya is een bestuurslaag in het regentschap Simeulue van de provincie Atjeh, Indonesië. Suka Jaya telt 2536 inwoners (volkstelling 2010).